# 노벨티노빌리티
주식회사 노벨티노빌리티(영어: NOVELTY NOBILITY)는 대한민국의 항체 신약 개발 기업이다.

## 사업
항체 치료제 개발, ADC (항체-약물 복합체) 기술, 신약 파이프라인 개발 등의 사업을 영위한다.